# نيو

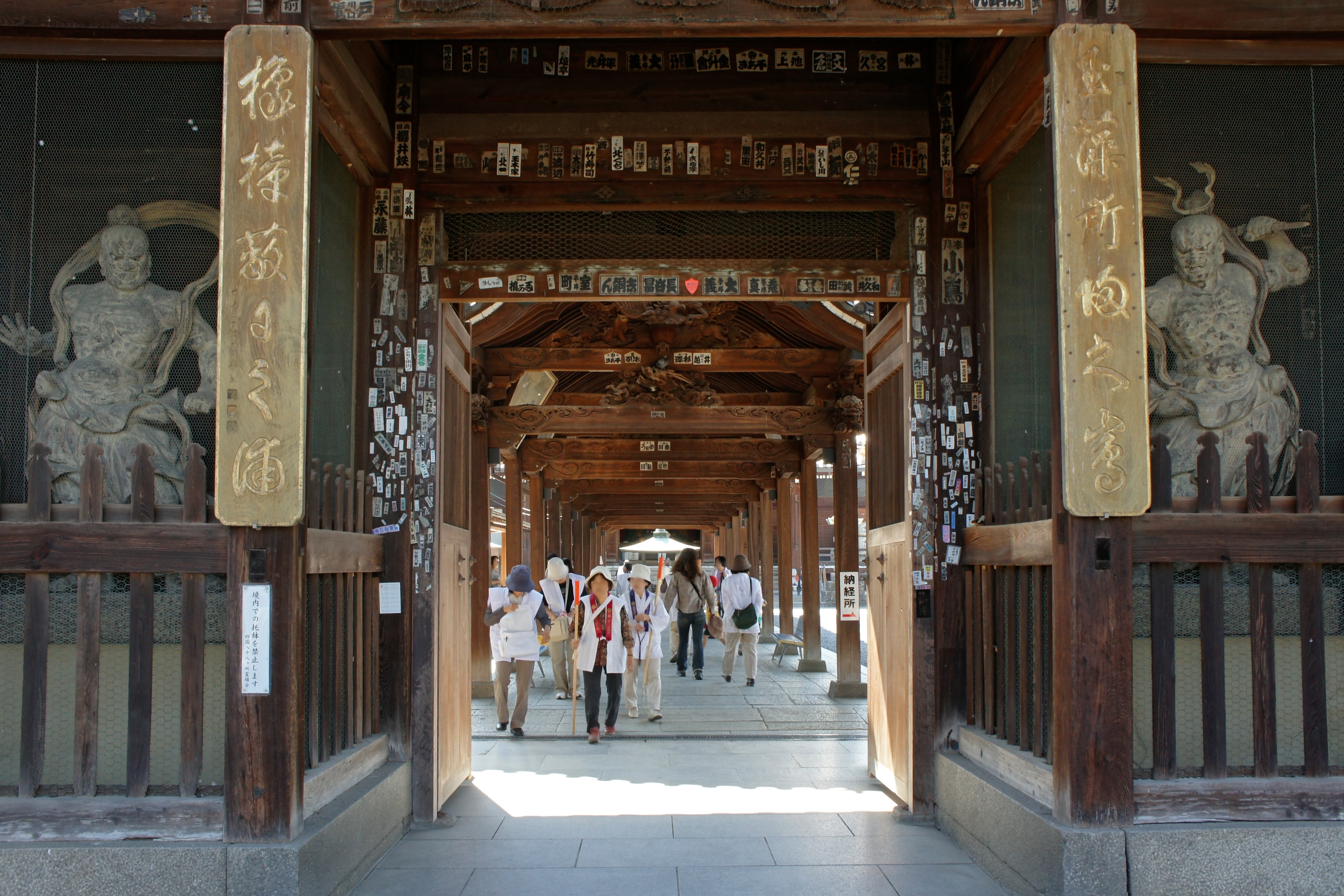
معبد ni of Zentsū في Zentsūji.

نيو (仁王) وتسمى أيضًا كونغو-ريكيشي (金剛力士) هما إلهان حارسان يابانيان للمعابد البوذية والأديرة والأضرحة والمقابر والمواقع المقدسة الأخرى في اليابان . عادة ما يتم تثبيتها على جانبي المدخل الرئيسي لمنع الشياطين أو الأرواح الشريرة من دخول المبانى.

## التأثير الهلنستي

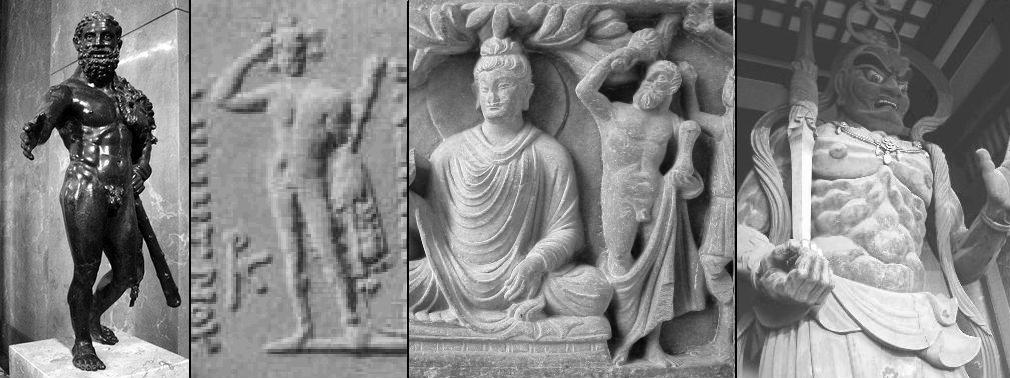
التطور الأيقوني للبطل اليوناني هيراكليس في شوكونغوشين. من اليسار إلى اليمين:
1) هيراكليس (متحف اللوفر).
2) عملة هيراكليس اليونانية-باكتريان ديميتريوس الأول..
3 فاجراباني ، حامي بوذا ، يُصوَّر على أنه هيراكليس في الفن اليوناني البوذي غاندهارا.
4) شوكونغوشين من المعابد البوذية في اليابان.

تم نقل اسم Kongōrikishi من صورة البطل اليوناني هيراكليس عبر شرق آسيا على طول طريق الحرير . وتم استخدام هرقل في الفن اليوناني البوذي لتمثيل فاجراباني ، حامي بوذا ، ثم تبعه تصويره في الصين واليابان لتصوير الآلهة الراعية للمعابد البوذية. هذا النقل ليس سوى جزء صغير من التأثير اليوناني البوذي ، وهي ظاهرة توفيق بين البوذية ، حيث تتفاعل البوذية مع الثقافة الهلنستية في آسيا الوسطى من القرن الخامس قبل الميلاد حتى القرن الخامس بعد الميلاد

## الوصف

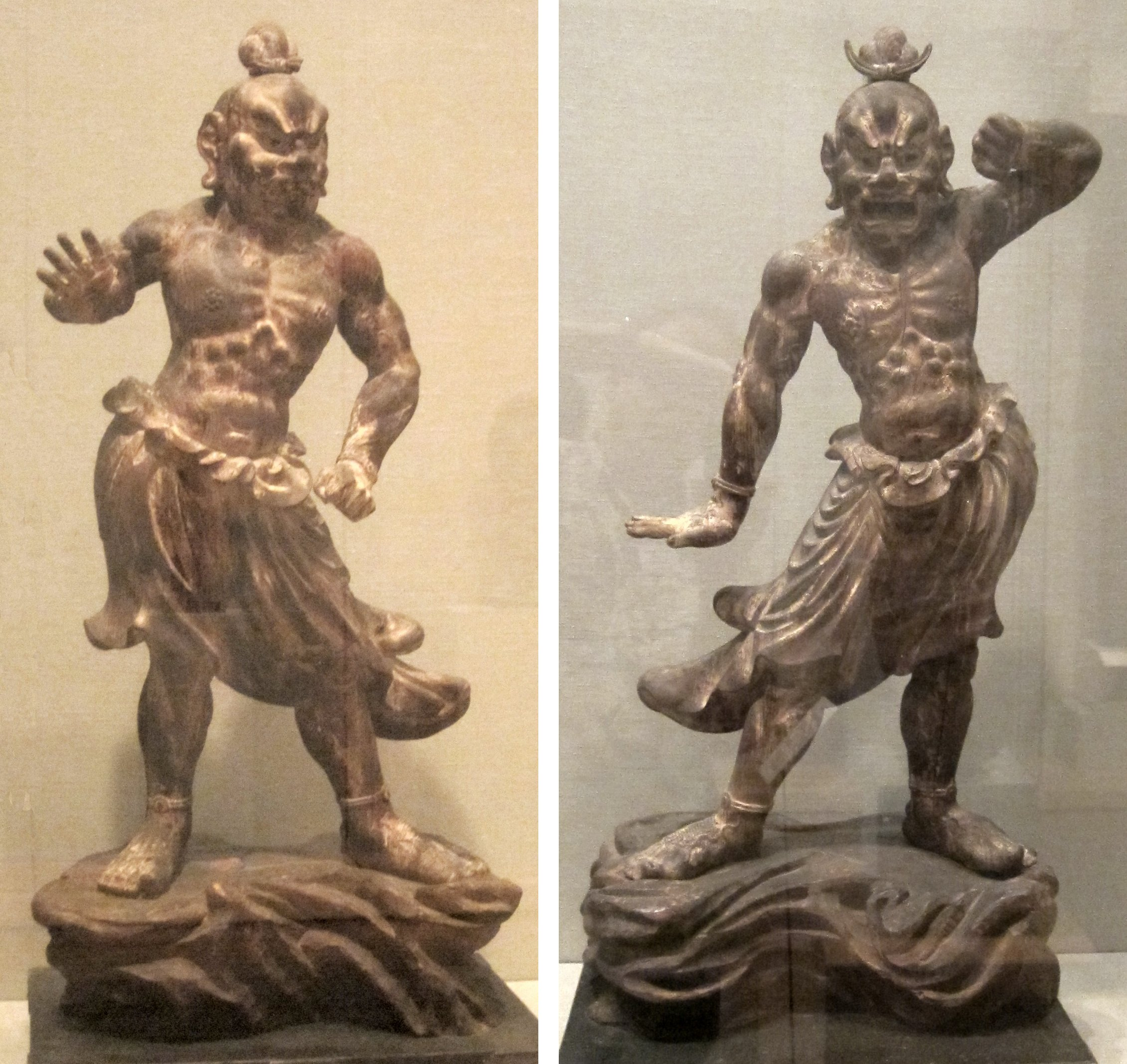

تمثالان ضخمان مصنوعان من الخشب متعدد الألوان، أو من الحجر. يمثلان عملاقين واقفين أمام المعابد أو المباني المقدسة، بمظهر غاضب وعضلات مثيرة للإعجاب؛ صلعان بشكل عام، ذوو عقيصة، ويرتدون سراويل بسيطة، ويتركون الجزء العلوي من الجسم عارياً أو يرتدون الدروع. كلاهما يمثل تهديدًا. هما قوى قادرة على طرد الأرواح الشريرة وتكون إما غير مسلحة أو مجهزة بحربة أو مطرد أو رمز البرق.

## الرمزية
كما رأينا ، كلاهما يمثل القوة الغاشمة والقوة الكامنة، لكنهما فوق كل شيء الصورة الحية للصوت المقدس في البوذية الذي يسميه الأتباع أومɦūṃ (हूँ) أوأوم والذي يكون التنفس الحيوي لكل شيء، الأول الصوت لخلق العالم ، ولكن أيضًا لتدميره. إنها الين المرتبط بعلامة الأنثى، على اليسار، بكل ما هو مشؤوم وضعيف، واليانغ المرتبط بعلامة الذكر، على اليمين، بكل ما هو ميمون وقوي. هم الأضداد الأبدية للطبيعة التي لا يمكن فصلها عن بعضها البعض.؛ مفاهيم متناقضة أبدية للحياة والموت.

### مقالات ذات صلة
- دارمابالا
- فاجراباني
- حراس العالم
- ديكبالا
- دفارابالا
- آلهة البوابات
- هنغ وها
- المعابد البوذية في اليابان
- الفن البوذي
- اليونانية البوذية
- الفن اليوناني البوذي
- جايا فيجايا

### فهرس
- Xu Chunglin; Jacques Garnier (2002). L'Investiture des dieux, Fengshen Yanyi (بالفرنسية). Paris: You Feng. p. 944. ISBN:2-84279-108-8. 1 vol. : 944 p.
- Louis Frédéric (1992). Les Dieux du bouddhisme, guide iconographique (بالفرنسية). Paris: Flammarion. pp. 359. ISBN:2-08-011741-6. 1 vol. : 359 p.

- (بالإنجليزية) Nio Protectors, the benevolent kings
- Les statues Niô, les effrayants gardiens des temples bouddhiques, Nippon.com